# Nécropole gallo-romaine et mérovingienne de Breny
La nécropole gallo-romaine et mérovingienne de Breny est un vaste ensemble funéraire situé sur la commune de Breny, dans le département de l'Aisne (France). Elle regroupe 2.200 tombes répertoriées, s'échelonnant sur sept siècles, du Haut-Empire romain aux premiers temps du déclin mérovingien. Ces sépultures ont livré au XIXe siècle des objets de grand intérêt - bijoux, armes, verreries - dont la plupart a fait l'objet d'un récent collationnement.
Ce site ne bénéficie actuellement d'aucune signalétique, ni d'aucune protection d'aucune sorte.

## Situation géographique
Le village de Breny se situe à 106 km à l'est de Paris par l'autoroute A4, sur la D1 qui relie Château-Thierry au sud (19 km) et Soissons au nord (21 km). Dans le village même, la petite gare d'Oulchy-Breny est desservie quotidiennement par la ligne ferroviaire reliant la gare de Paris-Est à Reims, via La Ferté-Milon.
Le site de la nécropole s'atteint depuis la place de l'Église en prenant la route de La Croix. À environ 200 m en montant, peu après la sortie du village, un calvaire s'élève sur la droite : il marque l'emplacement de la nécropole qui s'étend alentour sous terre. La toponymie en a conservé le souvenir puisque le lieu-dit s'appelle Le Martroy ou Martois, terme désignant un cimetière en vieux français.
On ne connaît pas l'emplacement précis des tombes mais un croquis de l'époque des fouilles donne une indication générale... À droite de la route que l'on vient d'emprunter, se trouve la partie gallo-romaine abritant les tombes les plus anciennes, certaines datant du Ier siècle. On y distingue un petit tertre artificiel, peut-être un ancien tumulus. À gauche, dans un grand creux vallonné, s'étend la partie mérovingienne.

## Historique des fouilles

### 1880-1881: la chasse au trésor
Malgré les siècles, comme l'indique le nom du lieu-dit, la mémoire locale avait conservé le souvenir d'un cimetière. Le site rejetait d'ailleurs régulièrement des objets exhumés par les socs de charrue. En 1864, A. (Armand ?) de Vertus signale dans un opuscule qu'un instituteur a trouvé sur le site une pièce d'or dont il s'est empressé de savoir "non de quelle époque elle est, mais ce qu'il pourrait la vendre". Il rapporte également la découverte d'une tombe contenant plusieurs squelettes "dont les têtes reposaient entre deux pierres" et "qui fut brisée pour en faire des moellons"... Il faut attendre 1880 pour qu'un personnage haut en couleur révèle enfin toute la dimension de la nécropole de Breny : Frédéric Moreau.

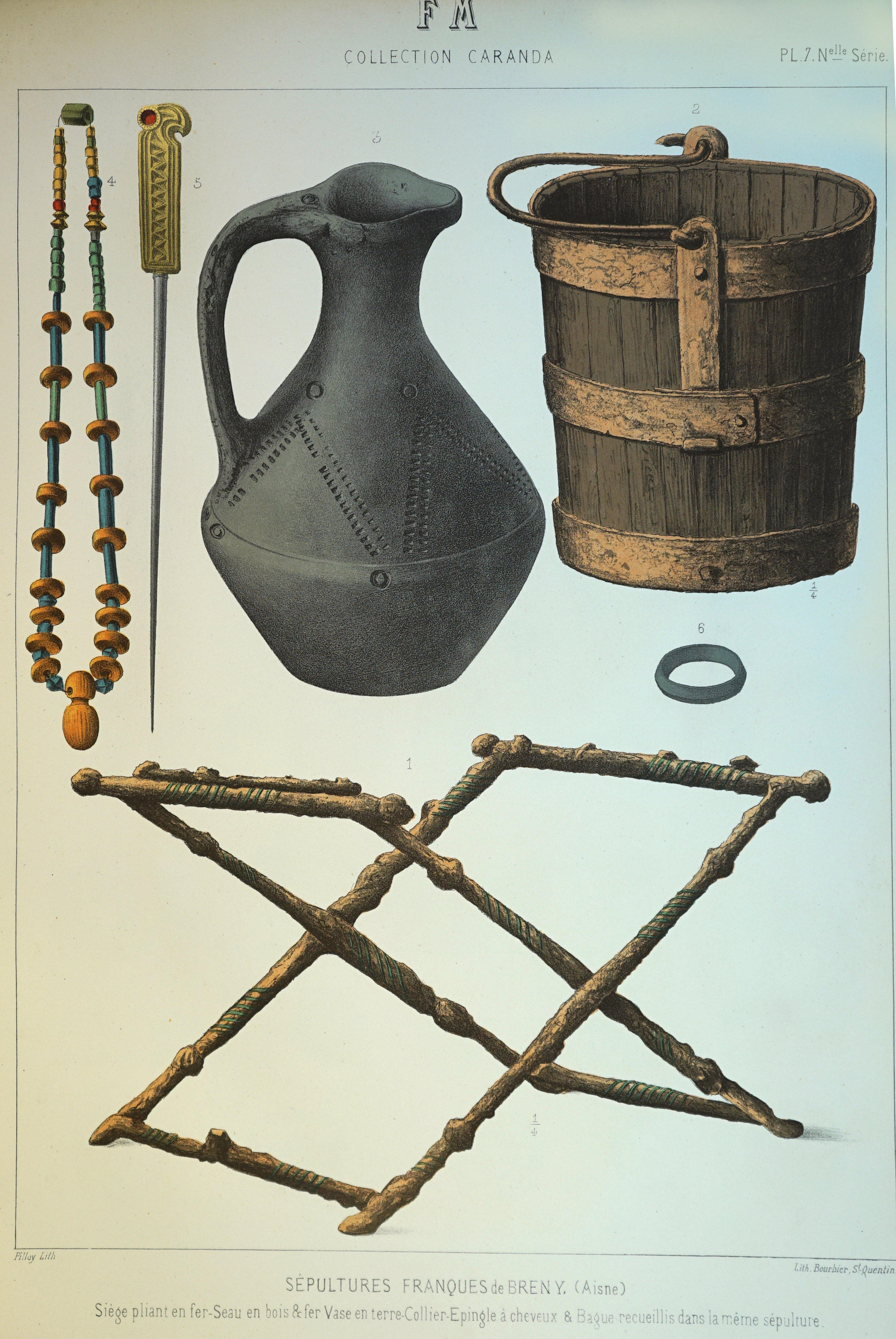
Dessins de Pilloy
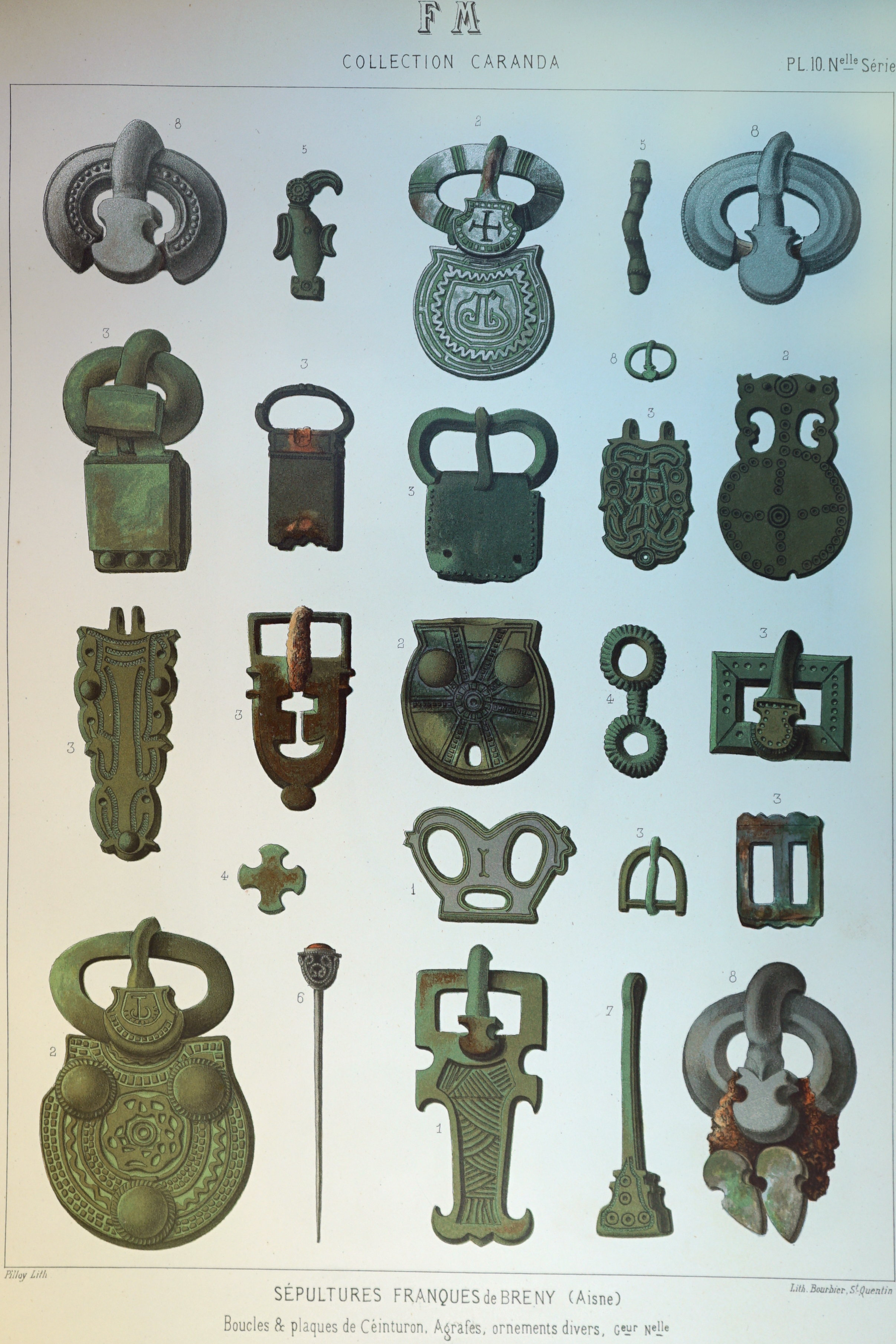
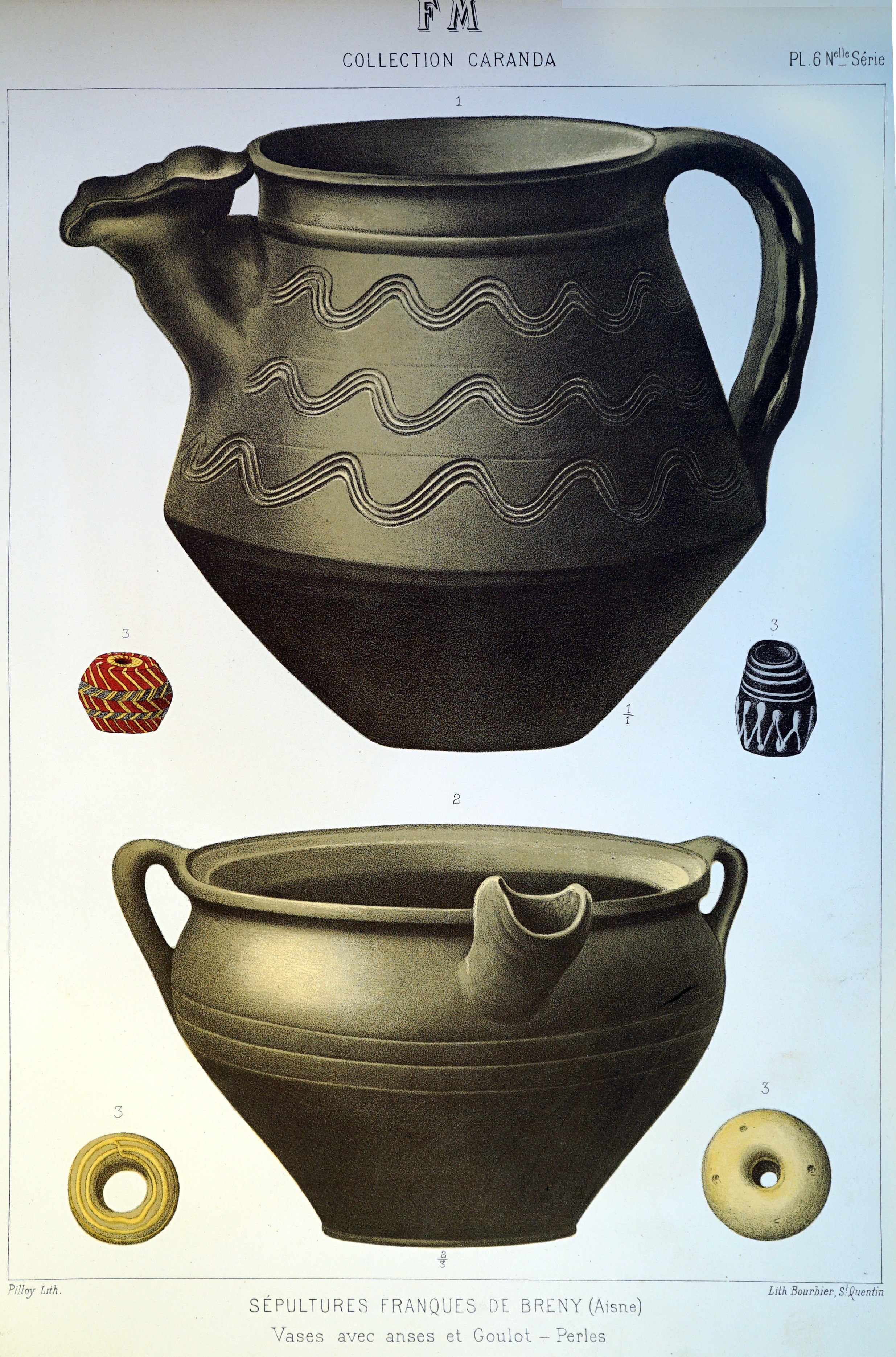
des fouilles de Moreau.

Né dans une famille de notables du Tardenois (son père et ses deux frères sont agents de change), Frédéric Moreau se tourne très jeune vers le commerce de bois où il s'enrichit. Il deviendra conseiller municipal de Paris sous la monarchie de Juillet. À l'âge de 75 ans, à la tête d'une fortune considérable, il se découvre une passion pour les fouilles archéologiques qu'il semble confondre avec une chasse au trésor. Son collègue à la Société historique et archéologique de Château-Thierry (dont ils sont tous deux membres), Frédéric Henriet, a laissé de lui un portrait partagé entre admiration et ironie. La passion de monsieur Moreau lui a été révélée au lieu-dit Caranda, dans la commune de Cierges, où la découverte d'un dolmen l'a amené, selon l'expression de Frédéric Henriet, à "s'emparer du terrain" et à entamer des fouilles fructueuses. De là, il va diriger ses recherches vers de nombreux sites de la région - Sablonnière, Trugny, Arcy-Sainte-Restitute, Armentières... - dont Breny.
S'il est certain que Frédéric Moreau, grâce à sa fortune personnelle, a fait énormément progresser la connaissance du sous-sol axonais, il n'en est pas moins vrai que son activité d'amateur est fort éloignée d'une quelconque rigueur scientifique, rigueur que prônent pourtant déjà des archéologues de son époque, tel Petrie. La campagne de fouilles commence à Breny le 30 mars 1880 et s'étendra jusqu'au mois d'août de l'année suivante. Elle est menée tambour battant. Les champs sont littéralement hachés, les tranchées creusées en tous sens sans aucun autre souci que l'excitation de la trouvaille. Aucun emplacement de sépulture n'est noté, l'orientation des tranchées non plus. Un "journal des fouilles" est tenu mais le plus souvent a posteriori, ce qui multiplie les occasions d'erreurs et de confusions. Les objets formant un ensemble homogène - ce qu'on appelle les "ensembles clos" - ne sont pas conservés ensemble mais dissociés... Dans un ouvrage de référence publié récemment, Michel Kazanski, chercheur au CNRS, énumère cette impressionnante et accablante accumulation de carences.
Bien évidemment, le droit de l'archéologie étant à l'époque dans les limbes, Frédéric Moreau considère les objets qu'il trouve comme sa propriété personnelle. Il les entrepose chez lui, en offre sans compter à sa famille, à ses amis, à des musées. Il léguera le reste, comprenant heureusement la plus grande partie du mobilier trouvé à Breny, au Musée d'archéologie nationale (MAN) (cf. infra, Situation légale actuelle).
Détail touchant : les habitants de Breny se verront eux-mêmes gratifier par monsieur Moreau d'un petit musée après la campagne de fouilles. Celui-ci fut installé à la mairie du village aux frais du donateur. La liste des objets qui y étaient présentés est connue : silex votifs, poteries, bracelets, épingles, bagues, colliers, boucles, fibules, framées, scramasaxes, lacrymatoires, etc. Au-dessus des vitrines, des gravures d'Amédée Varin et des lithographies de Jules Pilloy montraient les plus beaux objets que Moreau s'était réservé pour lui-même. "M. Frédéric Moreau a voulu laisser au pays un souvenir de son passage et témoigner sa satisfaction aux habitants pour leur franc et loyal concours." explique benoîtement Frédéric Henriet. Ce musée n'existe plus (cf. infra).
Selon le témoignage de Henriet qui date de 1883, Moreau aurait mis au jour 1 650 sépultures. En réalité, il y en a beaucoup plus : 2.200 selon le répertoire que vient de publier Michel Kazanski. Mais il est possible que Moreau soit revenu prospecter à Breny en 1886, certains objets de Breny au MAN portant cette date. Les archives du musée ne conservent toutefois aucune trace de cette deuxième campagne.

### 1902-2002: un travail de bénédictin
À quoi servirait d'exhumer des objets sans leur donner sens ? Le résultat des fouilles de Breny a été publié en partie du vivant de Frédéric Moreau, dans l'album Caranda. On ne saurait cependant parler d'une publication scientifique : série luxueuse de planches lithographiées, cet "album" est une édition à compte d'auteur de 300 exemplaires destinés à être offerts aux amis et relations de Moreau. Le commentaire succinct et les légendes accumulent les erreurs.
Une première tentative de classement commence en 1902, quand l'archéologue Henri Hubert publie une partie de la collection Moreau qui vient d'être léguée au MAN où il est conservateur-adjoint. Il faudra ensuite attendre les années 1970 pour qu'une autre archéologue, Andrée Thénot, armée d'une patience infinie, arrive à reconstituer les ensembles clos aujourd'hui épars dans différentes institutions muséales. L'étude des objets de Breny dans les collections du musée de Cluny (un autre legs de Moreau) sera, quant à elle, effectuée en 1985 par son conservateur.
Finalement, l'identification définitive du mobilier découvert à Breny s'achèvera en 2002 : exactement un siècle après la première publication de Hubert, le chercheur Michel Kazanski fait paraître une somme dont le champ d'investigation est lui aussi limité aux collections du MAN (celui-ci conserve la part majeure de la collection Moreau). Le travail se fonde sur une comparaison minutieuse entre l'album Caranda, le Journal de fouilles de Frédéric Moreau et l'inventaire du MAN. "C'est la confrontation de ces trois documents avec la collection du Musée des antiquités nationales qui permet finalement d'identifier une partie du mobilier de Breny" explique le chercheur. Il prend toutefois la précaution d'ajouter : "Nous proposons ici notre lecture qui n'est peut-être pas toujours exacte."
C'est de cet ouvrage de référence, appuyé sur les publications le précédant, que proviennent les informations qui vont suivre.